# Sven Thunvall
Sven Alfred Thunvall, född 1 januari 1918 i Bollnäs, Gävleborgs län, död 24 maj 1973 i Stockholm, var en svensk målare och tecknare.
Han var son till fabrikören Sven Thunvall och Anna Svanström. Thunvall var i sin ungdom verksam inom en rad olika yrken och frånsett en kortare period vid en målarskola i Oslo var han autodidakt som konstnär. Tillsammans med Otto Klank ställde han ut i Amsterdam 1955 och tillsammans med Armand Rossander i Ålem 1965. Han medverkade i utställningar på Konstsalongen Focus i Stockholm och Studentkåren i Stockholm samt ett flertal utställningar med provinsiell konst. Hans konst består av figur- och landskapsskildringar samt några enstaka porträtt utförda i olja, tempera, akvarell eller tusch. Som tecknare medverkade han i flera fackföreningstidningar bland annat Metall, SIA och Mål och medel. Thunvall är representerad i Västerås kommun, Eskilstuna kommun, Sörmlands läns landsting och Östergötlands läns landsting.  